# Novalles
Novalles ist eine politische Gemeinde im Distrikt Jura-Nord vaudois des Kantons Waadt in der Schweiz.

## Geographie
Novalles liegt auf 571 m ü. M., 6 km nordnordwestlich der Bezirkshauptstadt Yverdon-les-Bains (Luftlinie). Das Bauerndorf erstreckt sich auf einer Geländeterrasse am Jurasüdfuss über dem Tal des Arnon.
Die Fläche des 2,1 km² grossen Gemeindegebiets umfasst einen kleinen Abschnitt am Jurasüdhang. Das Gebiet erstreckt sich vom Flusslauf des Arnon nordwärts über die Terrasse von Novalles und den dicht bewaldeten Steilhang (La Côte) der Chasseron-Kette hinauf, an der mit 1060 m ü. M. der höchste Punkt der Gemeinde erreicht wird. Von der Gemeindefläche entfielen 1997 4 % auf Siedlungen, 49 % auf Wald und Gehölze, 46 % auf Landwirtschaft und etwas weniger als 1 % war unproduktives Land.
Zu Novalles gehören einige Einzelhöfe am Jurafuss. Die Nachbargemeinden von Novalles sind im Süden Giez, im Westel Vugelles-La Mothe, im Norden Bullet, im Nordosten Grandevent und im Südosten Fontaines-sur-Grandson.

## Bevölkerung
Mit 102 Einwohnern (Stand 31. Dezember 2023) gehört Novalles zu den kleinsten Gemeinden des Kantons Waadt. Von den Bewohnern sind 92,9 % französischsprachig, 5,1 % deutschsprachig und 2,0 % italienischsprachig (Stand 2000). Die Bevölkerungszahl von Novalles belief sich 1900 noch auf 117 Einwohner, hat danach aber bis 1980 auf 68 Einwohner abgenommen. Besonders in den letzten Jahren wurde hingegen wieder ein leichter Bevölkerungsanstieg verzeichnet.

## Wirtschaft
Novalles lebt noch heute hauptsächlich von der Landwirtschaft, wobei der Ackerbau dank der fruchtbaren Böden überwiegt. Ausserhalb des primären Sektors gibt es keine weiteren Arbeitsplätze im Dorf. Einige Erwerbstätige sind Wegpendler, die vor allem in Yverdon arbeiten. Am Arnon befand sich früher eine Mühle.

## Verkehr
Die Gemeinde liegt abseits der grösseren Durchgangsstrassen an der Jurafussstrasse von Vuiteboeuf nach Fontaines-sur-Grandson. Durch einen Postautokurs, der von Yverdon nach Novalles verkehrt, ist das Dorf an das Netz des öffentlichen Verkehrs angebunden.

## Geschichte
Die erste schriftliche Erwähnung des Ortes erfolgte bereits 1179 unter dem Namen Novellis in einer Urkunde der Zisterzienserabtei Haut-Crêt. 1403 erschien die Schreibweise Novelles. Die Besitzverhältnisse änderten im Lauf des Mittelalters mehrmals. Teils unterstand Novalles der Herrschaft Grandson, teils derjenigen von Champvent. Später kam der Ort zu den Ländereien von Montagne-le-Corbe in der Vogtei Grandson, die unter der gemeinen Herrschaft von Bern und Freiburg stand. Nach dem Zusammenbruch des Ancien Régime gehörte Novalles von 1798 bis 1803 während der Helvetik zum Kanton Léman, der anschliessend mit der Inkraftsetzung der Mediationsverfassung im Kanton Waadt aufging.